# Jeremiewicze (chutor)
Jeremiewicze (biał. Ерамеічы, Jeramieiczy; ros. Еремеичи, Jeriemieiczi) – chutor na Białorusi, w obwodzie grodzieńskim, w rejonie lidzkim, w sielsowiecie Tarnowszczyzna.

## Historia
W XIX i w początkach XX w. położone były w Rosji, w guberni wileńskiej, w powiecie lidzkim.
W dwudziestoleciu międzywojennym kolonia leżąca w Polsce, w województwie nowogródzkim, w powiecie lidzkim. Do 11 kwietnia 1929 w gminie Bielica, następnie w gminie Tarnowo/Białohruda. W 1921 miejscowość liczyła 79 mieszkańców, zamieszkałych w 12 budynkach, wyłącznie Polaków. 78 mieszkańców było wyznania rzymskokatolickiego i 1 prawosławnego.
Po II wojnie światowej w granicach Związku Sowieckiego. Od 1991 w niepodległej Białorusi.